# Сканокер, Рагнар
Карл Ра́гнар Сканокер (швед. Karl Ragnar Skanåker, 8 июня 1934, Стура-Шедви, Коппарберг, Швеция) — шведский стрелок из пистолета, олимпийский чемпион 1972 года, неоднократный чемпион мира, чемпион Европы, обладатель Кубка мира, рекордсмен мира, 49-кратный (11-кратный в команде) чемпион Швеции.

## Биография

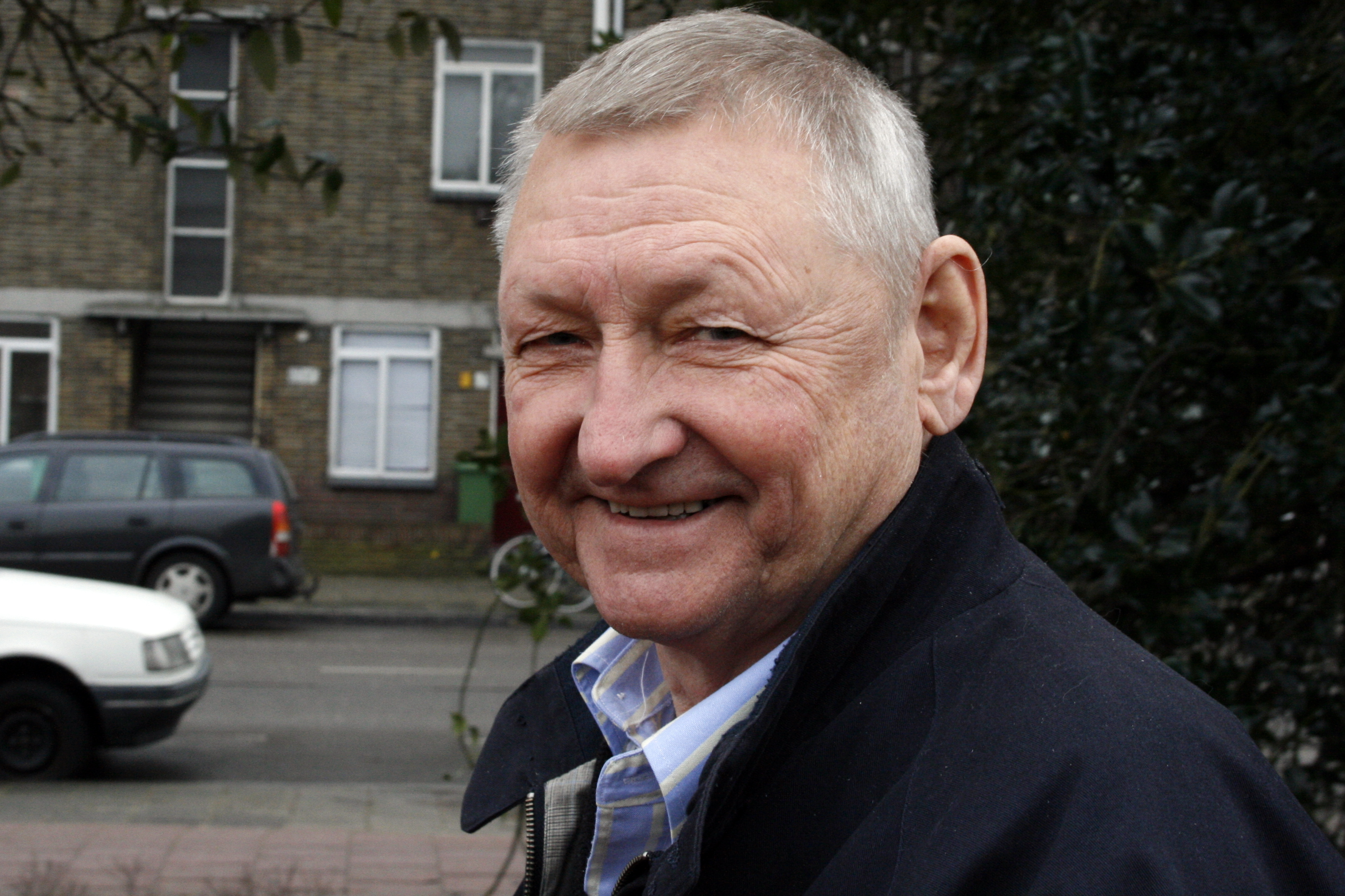
2009 год

В 1952 году окончил реальную школу в городе Хедемура. Поступил на службу в шведские ВВС, проходил подготовку на аэродроме Юнгбюхед, до 1958 года служил в Хельсингской и Энгехольмской авиафлотилиях, затем на испытательном полигоне Видсель, в 1961—1962 годах был миротворцом в Конго в составе эскадрильи ООН.
Начал заниматься стрельбой в 1955 году. Известен тем, что начал показывать серьёзные международные результаты в возрасте почти 40 лет, когда на своей дебютной Олимпиаде в Мюнхене в 1972 году выиграл золото в стрельбе из произвольного пистолета на 50 метров. Свою последнюю олимпийскую награду — бронзу — Сканокер выиграл в возрасте 58 лет на Играх в Барселоне. Интересно, что чемпионом в Барселоне стал 16-летний белорус Константин Лукашик, который моложе Рагнара на 40 с лишним лет (род. 18 сентября 1975 года).
Участвовал в семи подряд летних Олимпийских играх (1972, 1976, 1980, 1984, 1988, 1992, 1996) и лишь на последней своей Олимпиаде в 1996 году не сумел попасть в восьмёрку лучших в стрельбе из пистолета на 50 метров. В 2004 году Международный олимпийский комитет сделал 70-летнему Сканокеру специальное приглашение для участия в Играх в Афинах, но Олимпийский комитет Швеции решил не посылать Рагнара на Игры в связи с неудовлетворительными результатами в том году. Рагнар собирался принять участие в Играх в Пекине в 2008 году, но этим планам не суждено было осуществиться.
Помимо выступлений Сканокер занимается тренерской деятельностью, а также разработкой и производством различного оборудования и аксессуаров для стрельбы, в частности очков для стрельбы под собственным именем. С 1959 года владеет автозаправочной станцией Esso в городке Мунка-Юнгбю.
У Рагнара 4 детей. В первом браке (с 1958 по 1984 год) был женат на журналистке и писательнице Ингеерд Халльгрен (Сунделль) (род. 1939), дочери писательницы Элли Халльгрен. Во втором браке (с 1994 по 2001 год) был женат на радиоведущей Анне Форсселль, дочери писателя Свена Форсселля.